# San Josecito
San Josecito est le chef-lieu de la municipalité de Torbes dans l'État de Táchira au Venezuela.